# Phitsanulok

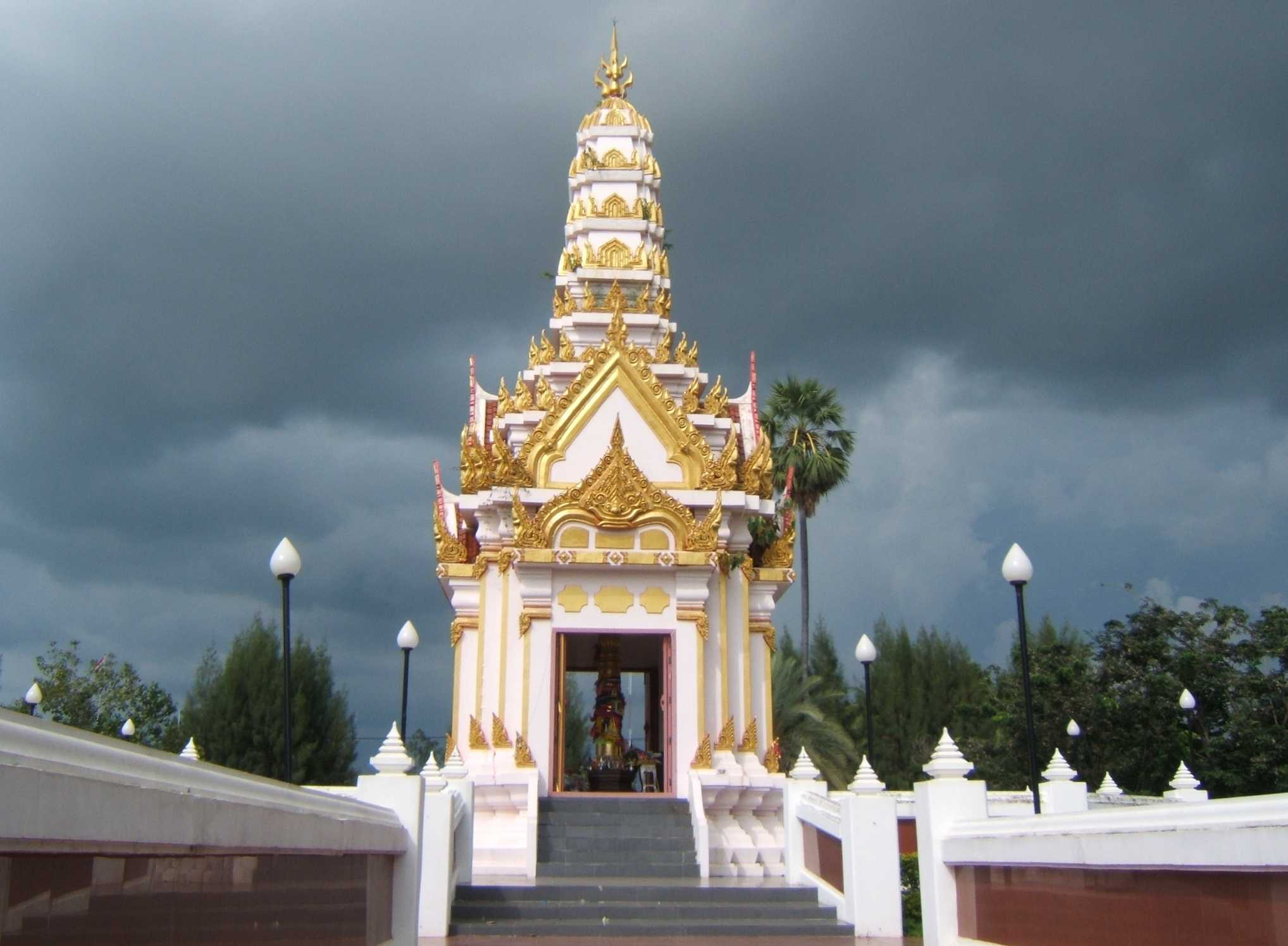
Schrein mit der „Stadtsäule“ (Lak Müang) von Phitsanulok

Phitsanulok (thailändisch พิษณุโลก, übersetzt „Vishnus Erde“; ältere Umschrift Bisnuloka; früher auch Song Khwae, „zwei Flüsse“) ist die Hauptstadt der thailändischen Provinz Phitsanulok. Je nach Einteilung liegt sie in der unteren Nord- oder der nördlichen Zentralregion.
Phitsanulok ist eine der historisch bedeutendsten Städte und das Wirtschafts- und Verkehrszentrum dieser Region. Im 15. und 16. Jahrhundert residierte hier zeitweise der Uparat („Vizekönig“), für einige Zeit sogar der König des siamesischen Königreichs Ayutthaya. Heute liegt Phitsanulok am Schnittpunkt des von der Asiatischen Entwicklungsbank im Rahmen des Wirtschaftsforums Greater Mekong Subregion definierten Ost-West-Wirtschaftskorridors mit dem Nord-Süd-Korridor. Mit der Naresuan-Universität verfügt Phitsanulok über die größte Universität des unteren Nordens.
Die Stadt Phitsanulok gehört zum Landkreis (Amphoe) Mueang Phitsanulok und hat seit 1999 den Verwaltungsstatus einer „Großstadt“ (Thesaban Nakhon). Im Jahr 2012 hatte sie nach offizieller Bevölkerungsstatistik 72.601 Einwohner.

## Geographie
Phitsanulok liegt ungefähr 380 Kilometer nördlich von Bangkok, etwa auf halbem Wege nach Chiang Mai, am Mae Nam Nan (Nan-Fluss), welcher den Westen der Provinz von Nord nach Süd durchfließt.

## Verkehr

### Straßenverkehr
Die Stadt bildet einen wichtigen Verkehrsknoten.
- Thailand Route 11: Nord-Süd-Verbindung
- Thailand Route 12: West-Ost-Verbindung
- Thailand Route 117: nach Nakhon Sawan

Die Kreuzung der Nationalstraßen 11 und 12 – 7 Kilometer östlich des Stadtzentrums von Phitsanulok gelegen – wird „Indochina-Kreuzung“ (Si Yaek Indochin) genannt. Hier kreuzen sich der Nord-Süd- und der Ost-West-Korridor der von der Asiatischen Entwicklungsbank (ADB) definierten Greater Mekong Subregion. Es gehen von hier Fernrouten bis nach Kunming (Provinz Yunnan, China), Kuala Lumpur (Malaysia), Đà Nẵng (Vietnam) und Yangon (Myanmar) ab.

### Bahnverkehr

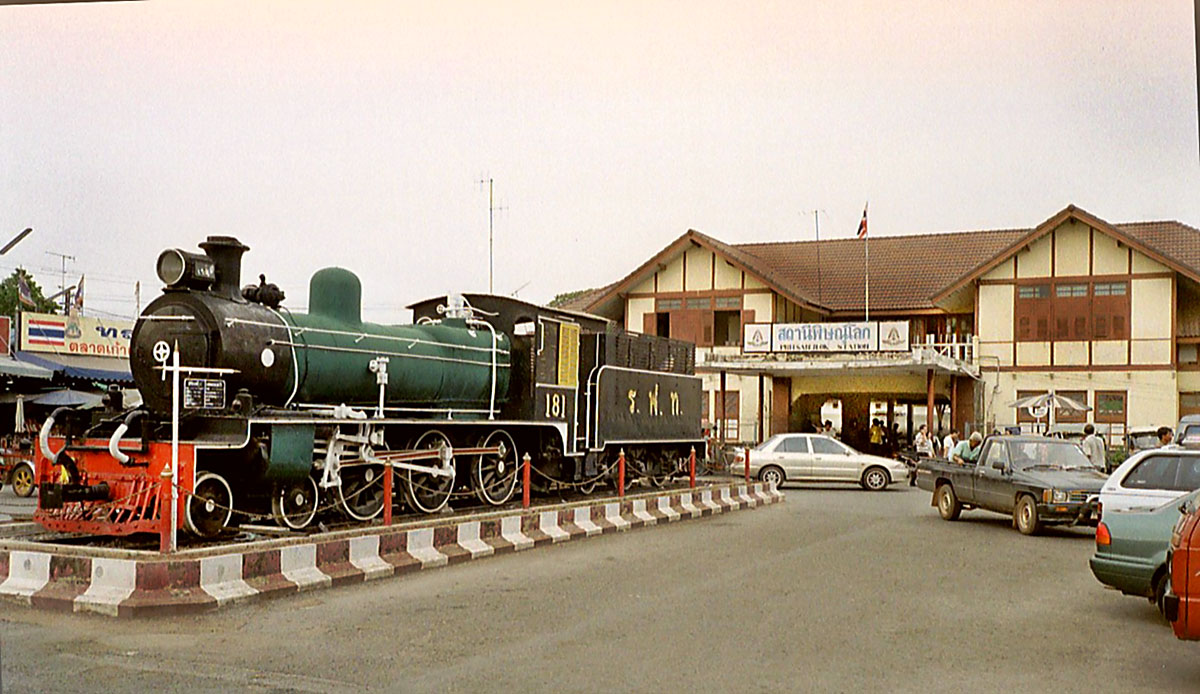
Bahnhof Phitsanulok

Phitsanulok hat einen Bahnhof der Thailändischen Staatsbahn an der Nordbahn, die Bangkok mit Chiang Mai verbindet.

### Flugverkehr
- Flughafen Phitsanulok (IATA-Flughafencode: PHS).

### Schiffsverkehr
Der Schiffsverkehr spielt kaum eine Rolle, da der Transport auf dem Mae Nam Nan durch den Naresuan-Staudamm behindert wird.

## Geschichte
Während des 11. Jahrhunderts bestand in der Gegend der heutigen Stadt Phitsanulok ein kleiner nördlich gelegener Außenposten, der nach den Flüssen Nan und Khwae Noi Song Khwae („Zwei Flüsse“) genannt wurde.
Zur Zeit des Königreichs Sukhothai bildete Phitsanulok bereits eine größere Siedlung, die damals im Osten des Reiches lag. Sie war von einem rechteckigen Wall umgeben, dessen Überreste heute an manchen Stellen noch zu sehen ist. Zentral auf der Ost-West-Achse des Rechtecks lag Wat Chedi Yod Thong, zunächst der Haupt-Tempel der Stadt. Wann genau er gegründet wurde, ist ungewiss. Allerdings hat König Li Thai in einer Inschrift mitgeteilt, dass er in den 1360er Jahren den Tempel restauriert habe. 1357 entstand der heutige Haupttempel der Region, der Wat Phra Sri Rattana Mahathat oder Wat Yai. Im 14. und 15. Jahrhundert wurden der alte Tempel Wat Aranyik errichtet und erweitert. Als Sukhothai an Bedeutung verlor und 1438 Teil des zentralthailändischen Königreichs Ayutthaya wurde, gewann Phitsanulok an Gewicht und wurde wichtigstes Zentrum der nördlichen Provinzen (Mueang Nuea).
Phitsanulok hat dann zeitweise eine bedeutende Rolle in der Geschichte Thailands gespielt: Von 1463 bis 1488 war Phitsanulok Residenz des Königs Borommatrailokanat (Trailok) von Ayutthaya. Unter seiner Herrschaft entstanden die Tempel Wat Ratchaburana und Wat Nang Phaya. Nachdem die Residenz des Königreichs wieder nach Ayutthaya zurückverlegt worden war, spielte Phitsanulok die Rolle einer Ausbildungsstätte für das Militär in den Kriegen gegen die Birmanen. König Naresuan (Regierungszeit 1588 bis 1605), nach dem auch die größte Universität der Stadt benannt ist, wurde hier 1555 geboren. Bevor er König wurde, residierte er 17 Jahre lang als Gouverneur und Vizekönig (Uparat) mit Zuständigkeit für die nördlichen Provinzen in Phitsanulok. Diese Position hatte vor ihm bereits sein Vater Maha Thammaracha gehabt.
1756 ordnete König Borommakot die weitere Ausschmückung des Wat Yai mit Perlmutt-Arbeiten an der Hauptpforte an. Im 19. Jahrhundert ließ König Mongkut den Wat Ratchaburana großzügig ausbessern und erweitern.

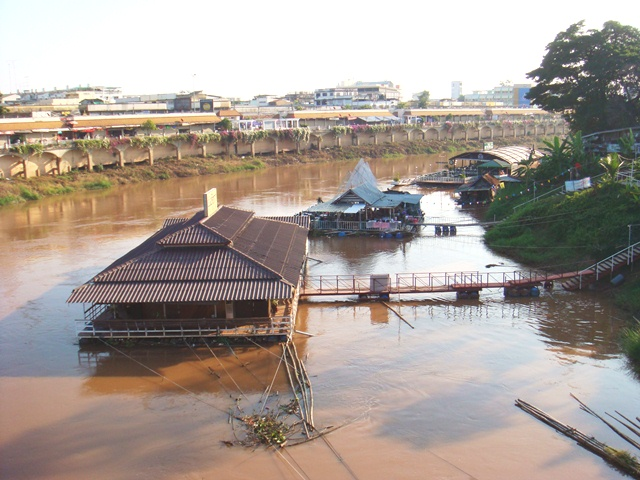
Hausboote auf dem Nan-Fluss, heutzutage als Restaurants genutzt

1957 wurden große Teile des alten Phitsanulok durch eine Feuersbrunst vernichtet. Einige Einwohner wohnen deshalb heute noch auf Hausbooten im Fluss Nan. Zum Glück konnte die hoch verehrte Tempelanlage des Wat Yai gerettet werden. Am 28. November 1961 wurde der Naresuan-Schrein auf dem Gelände des Geburtsortes des Königs, dem Chandra-Palast, der Öffentlichkeit übergeben. Der Palast selbst wird seit dem Sommer 2008 von den Grundmauern an neu errichtet.
In der Nähe des alten Flughafens Phitsanulok öffnete am 25. Januar 1967 die Pädagogische Hochschule (College for Education), seinerzeit eine für den Norden zuständige Zweigstelle der Srinakharinwirot-Universität, Bangkok. Diese wurde 1990 als eigenständige Naresuan-Universität ausgegliedert. Im Jahr 2012 hatte sie 24.226 Studenten und war damit die größte Universität in der unteren Nordregion. Zwischen 1976 und 1985 entstand der Naresuan-Staudamm des Nan als Teil des Bewässerungsprojekts Phitsanulok, um die ganzjährige Bewässerung der landwirtschaftlichen Flächen der Provinz zu sichern und die Stadt vor Überschwemmungen zu schützen.

## Militär
In Phitsanulok befindet sich das Hauptquartier der Dritten Armeeregion des thailändischen Heeres, die für die Verteidigung von Nord-Thailand zuständig ist.

## Sehenswürdigkeiten
- Wat Phra Si Rattana Mahathat (auch Wat Yai, „großer Tempel“) – buddhistische Tempelanlage (Wat) mit einem 36 m hohen, oben vergoldeten Prang im Khmer-Stil. Der Viharn mit seinen dreifach gestaffelten Dach hat große Eingangstüren mit Perlmutt-Einlegearbeiten aus dem 18. Jahrhundert. Dort befindet sich Phra Putthachinnarat, eine Buddha-Statue im Sukhothai-Stil, die von den Buddhisten im ganzen Land hoch verehrt wird. Diese Statue war das Vorbild für die gleichnamige Statue im Wat Benchamabophit, Bangkok.
- Wat Ratchaburana – einer der ältesten Tempel von Phitsanulok, nahe dem Wat Yai
- Folklore-Museum – Ansichten aus früheren Zeiten, Gegenstände des täglichen Lebens und ein Komplex mit mehreren schönen Thaihäusern; das Museum wird privat geführt (englische Erklärungen).
- Wat Chulamani – Tempelanlage südlich von Phitsanulok, in der König Borommatrailokanat (15. Jahrhundert) begraben wurde.
- Naresuan-Schrein – auf dem Boden des zerstörten Chandra-Palastes, der derzeit ausgegraben und wiederhergestellt wird
- Wat Aranyik und Wat Chedi Yot Thong – buddhistische Tempel aus der Sukhothai-Periode (13.–15. Jahrhundert)
- Statue des Königs Naresuan auf dem Campus der Naresuan-Universität – die Statue wurde entworfen vom Fine Arts Department und ist in etwa doppelter Lebensgröße (2,80 m hoch) ausgeführt; sie wiegt ca. 2000 kg. Sie zeigt den König in Kampfbekleidung, wie er auf dem Thron sitzend Wasser aus einer goldenen Behälter ausgießt; dies symbolisiert die neu gewonnene Unabhängigkeit des Reiches Ayutthaya. Das Gesicht des Königs wurde modelliert nach dem Originalmodell von Prof. Silpa Bhirasri. Die Statue wurde am 31. August 1993 in Anwesenheit von Prinzessin Maha Chakri Sirindhorn feierlich enthüllt.
- Das Bahnhofsgebäude in Phitsanulok, das an mittel- und süddeutsche Fachwerkbauten angelehnt ist, wurde zwischen 1906 und 1912 von dem deutschen Architekten Karl Döhring entworfen und gebaut.
- Tal des Flusses Wang Thong (auch Khaek) mit seinen Wasserfällen (siehe Phitsanulok (Provinz))

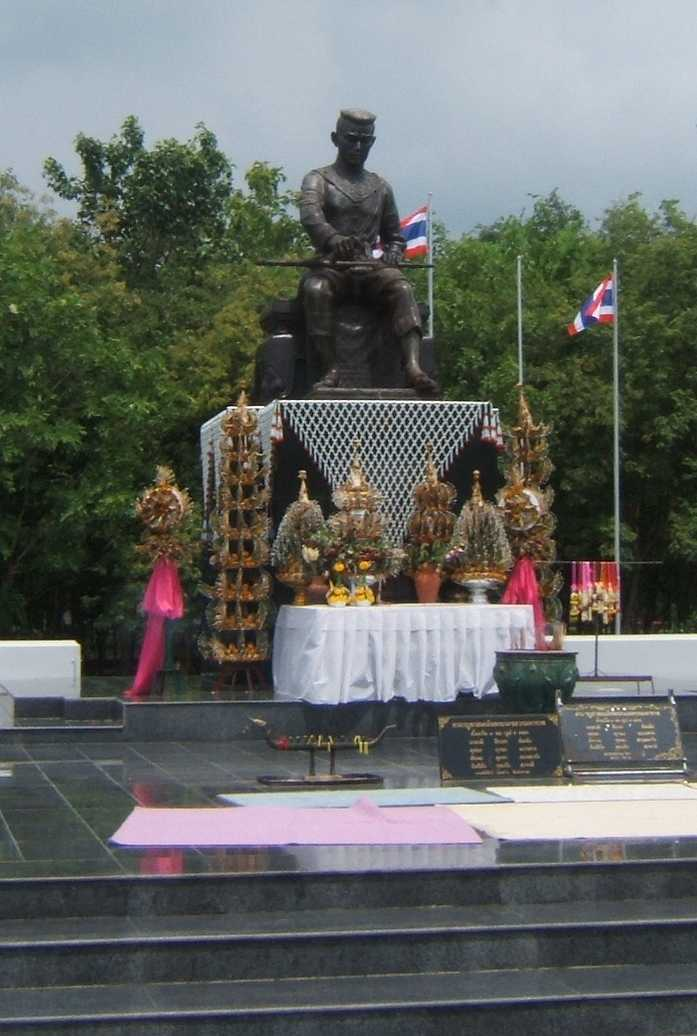
Statue von König Naresuan, gestaltet von Silpa Bhirasri
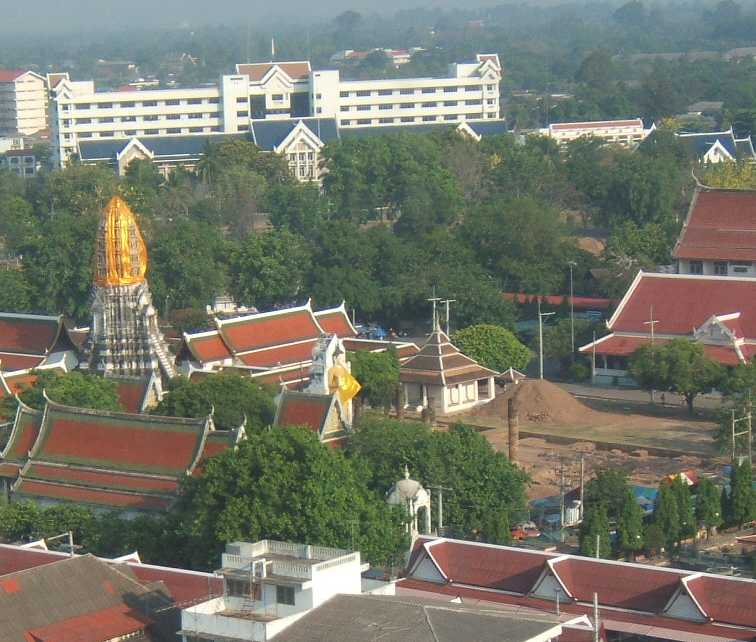
Wat Yai, im Hintergrund das Verwaltungsgebäude der Provinz
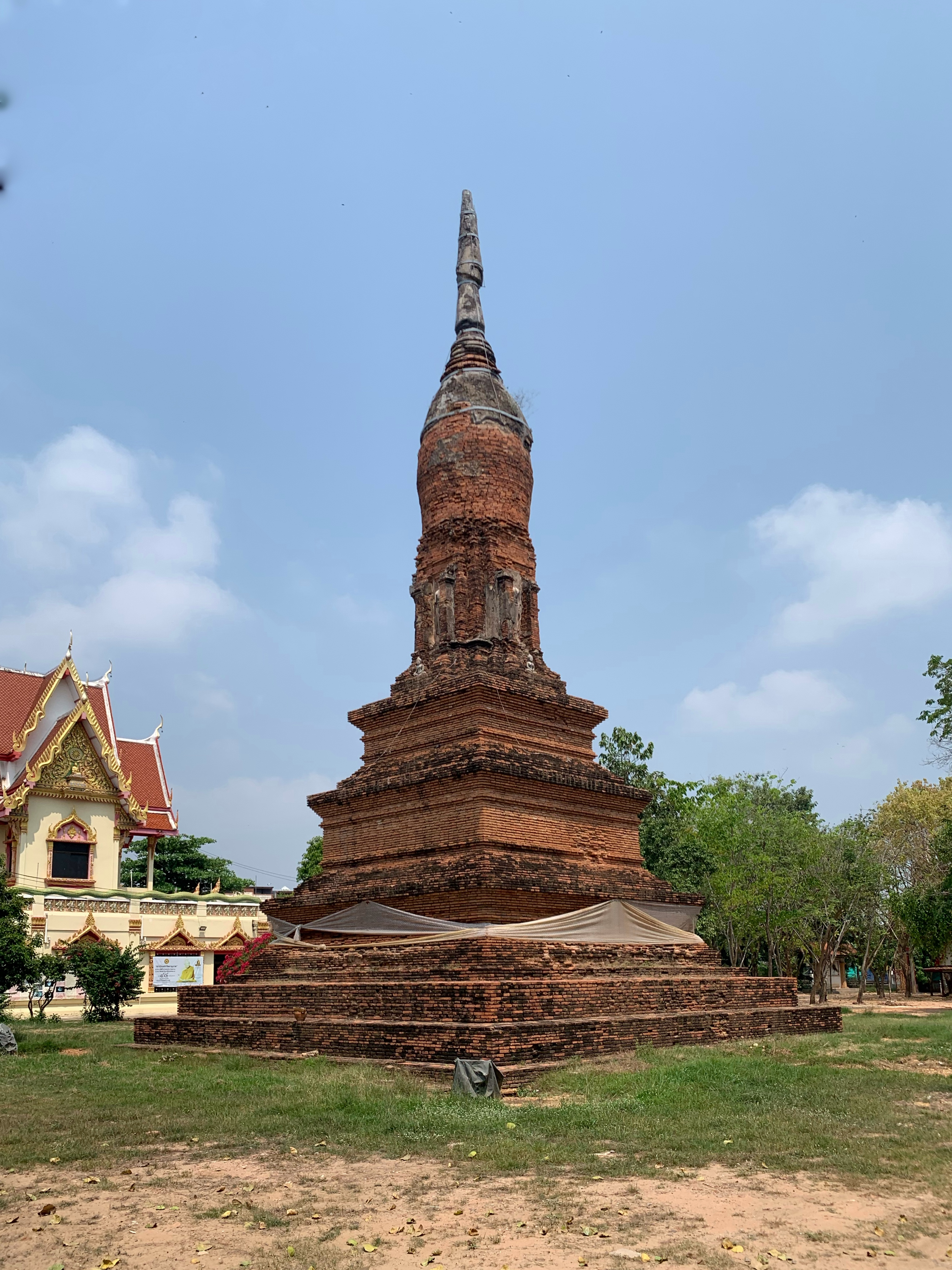
Wat Chedi Yot Thong
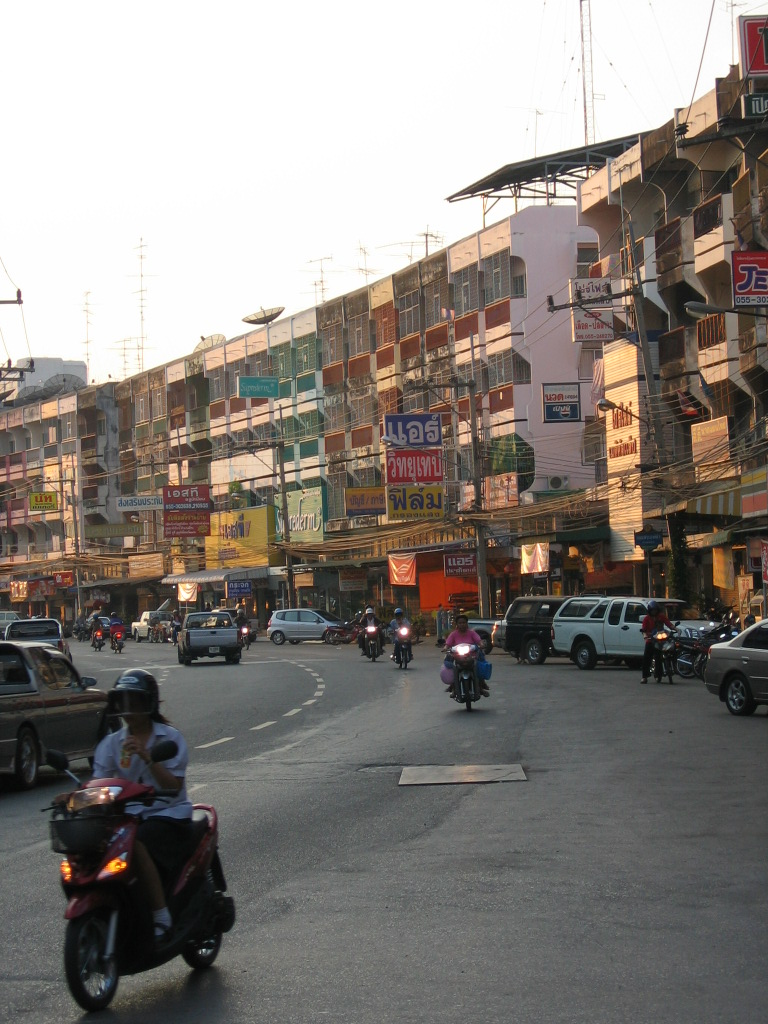
Häuserfronten der Innenstadt
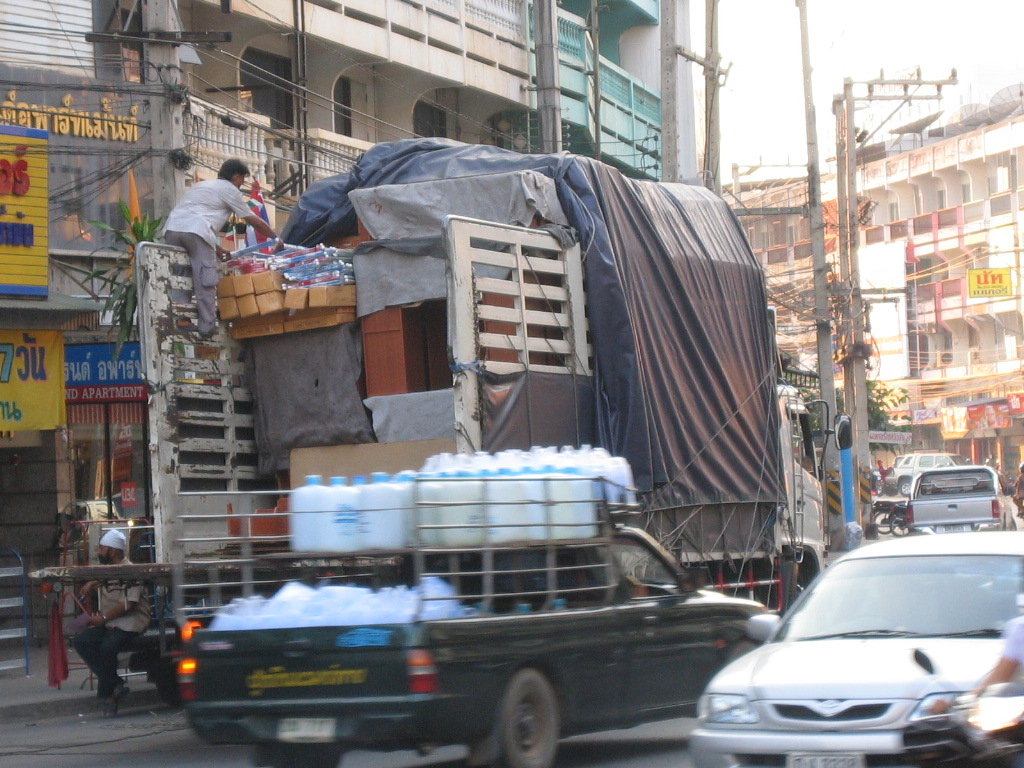
Innenstadt von Phitsanulok

## Persönlichkeiten
- Ekkasit Chaobut (* 1991), Fußballspieler
- Amnaj Kaewkiew (* 1975), Fußballtrainer und -spieler
- Kritsana Klanklin (* 1984), Fußballspieler
- Sitthichok Mool-on (* 1999), Fußballspieler
- Panphanpong Pinkong (* 1987), Fußballspieler
- Akkaradech Satarntoong (* 1985), Fußballspieler

## Lokale Feste
- Ende September/Anfang Oktober finden jedes Jahr auf dem Nan-Fluss Langboot-Rennen statt.

## Besonderheiten
Im Oktober 2009 ist in Phitsanulok ein Büro der thailändischen Immigrationspolizei eröffnet worden, das für ausländische Einwohner und Touristen Visa ausstellen kann.

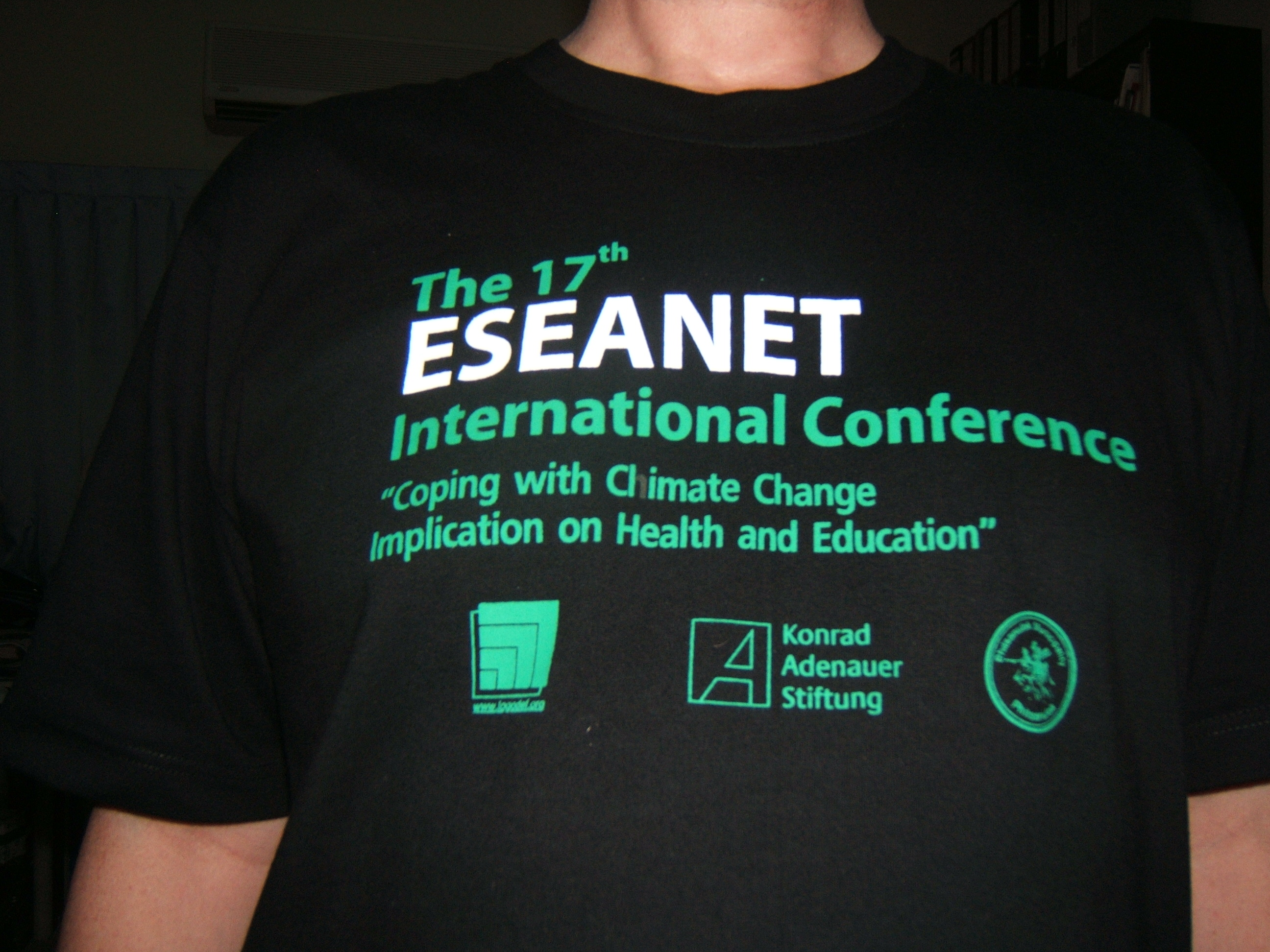
T-Shirt eines ESEANET-Konferenzteilnehmers

Das Abfallmanagement der Stadtverwaltung ist in Thailand und sogar über die Grenzen hinaus bekannt. Hier startete 1999, unter anderem mit deutscher Hilfe, das erste Projekt zur getrennten Müllerfassung. Das Projekt wurde mit Hilfe der GTZ umgesetzt. Man setzte auf Privatfirmen, die den Müll einsammeln, trennen und recyclen. Ein Beispiel ist die Wongphanit-Kette, die allein in Phitsanulok mehr als 20 Filialen hat, wo Bürger ihren Abfall verkaufen können. Weiterhin ließ die Verwaltung eine Mechanisch-biologische Abfallbehandlungsanlage errichten. Vom 1. bis 4. November 2009 fand deshalb mit Unterstützung der Konrad-Adenauer-Stiftung in Phitsanulok eine internationale Konferenz des ESEANET zum Umgang mit dem Klimawandel in Gesundheits- und Unterrichtswesen statt.